# Macrochenus atkinsoni
Macrochenus atkinsoni là một loài bọ cánh cứng trong họ Cerambycidae.